# Stade de Hong Kong
Le stade de Hong Kong (en chinois : 香港大球場 ou 香港政府大球場, Hong Kong Stadium) est le principal stade de sport de Hong Kong. Bâti à partir de l'ancien Government Stadium, il est situé à So Kon Po, sur l'île de Hong Kong, près de Causeway Bay. Il a été rouvert en tant que Hong Kong Stadium en 1994. Il a une capacité de 40 000 places, dont 18 240 au niveau principal, 3 153 places en loges, 18 559 au niveau supérieur et 48 places pour personnes en fauteuil roulant.

## Avenir
Le stade de Hong Kong est condamné à être démoli, le site du stade doit accueillir un ensemble immobilier de logements de luxe. Cette démolition interviendra lorsque la construction du stade de Kai Tak, d'une capacité de 45 000 places sera achevée.

## Événements
- Matchs de club de football du South China et du Kitchee SC
- Matchs de l'équipe de Hong Kong de football
- L'étape du tournoi de rugby à sept de Hong Kong dans le cadre des Sevens Series, jusqu'en 2024[2]
- Coupe du monde de rugby à sept en 1997 et 2005
- Match de rugby à XV en 2008 et 2010 entre l'Australie et la Nouvelle-Zélande dans le cadre de la Bledisloe Cup.
- le tournoi de football Premier League Asia Trophy en 2007, 2011, 2013
- Match amical de rugby à XV entre le Stade toulousain et le Racing Métro en novembre 2013.
- Match amical de football entre le Kitchee SC et le PSG en juillet 2014

## Galerie photos

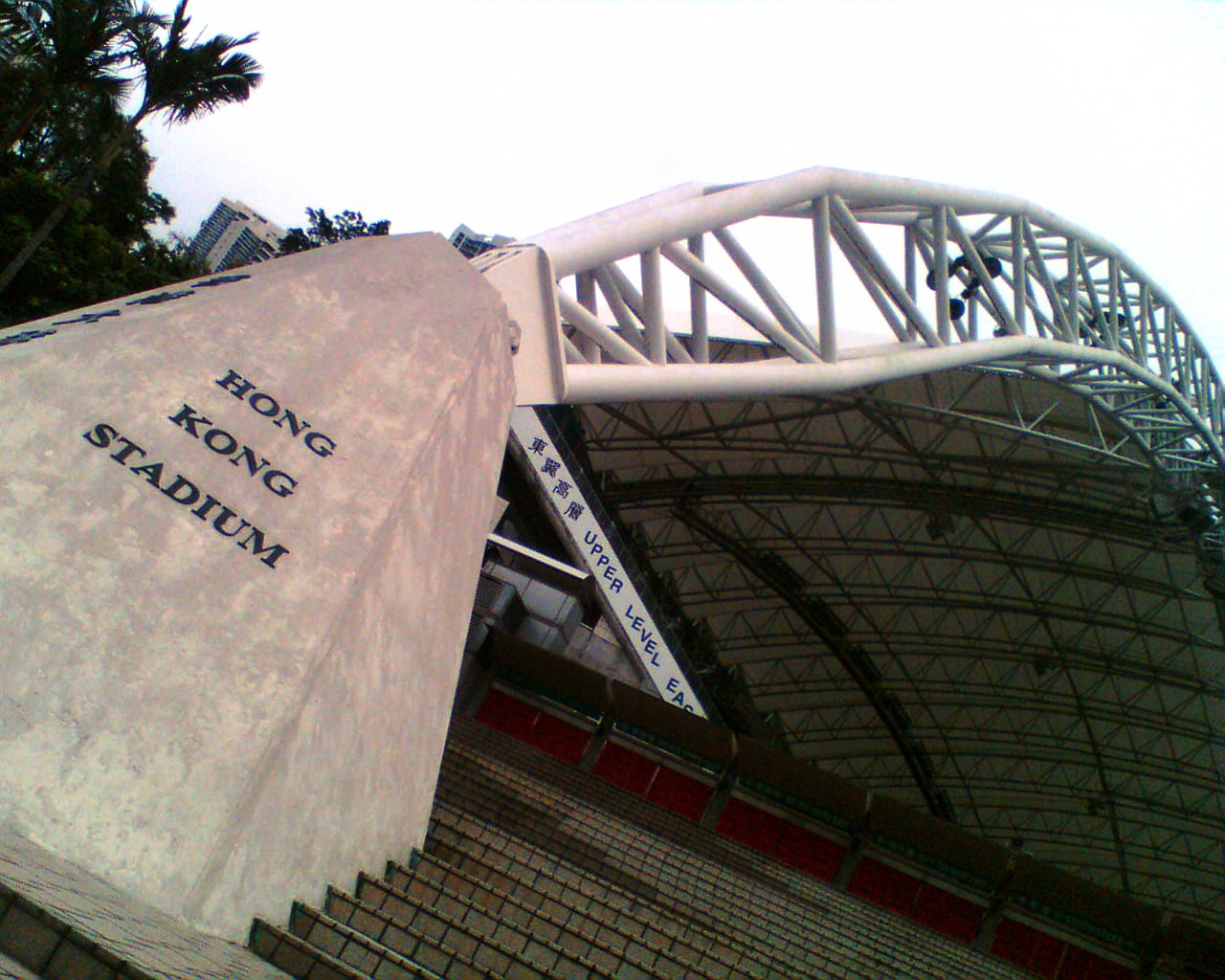
Vue du toit du stade
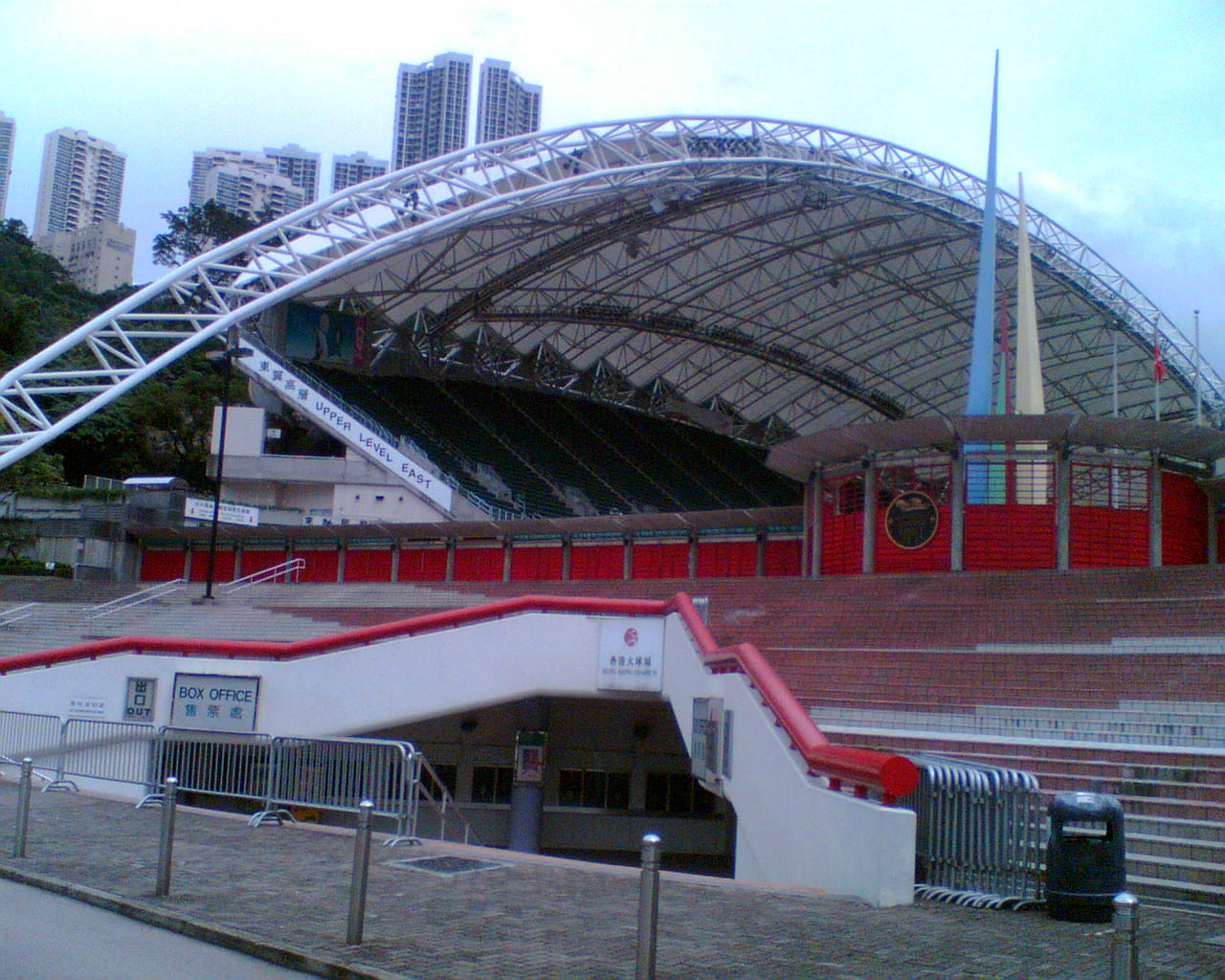
Grandstand Est
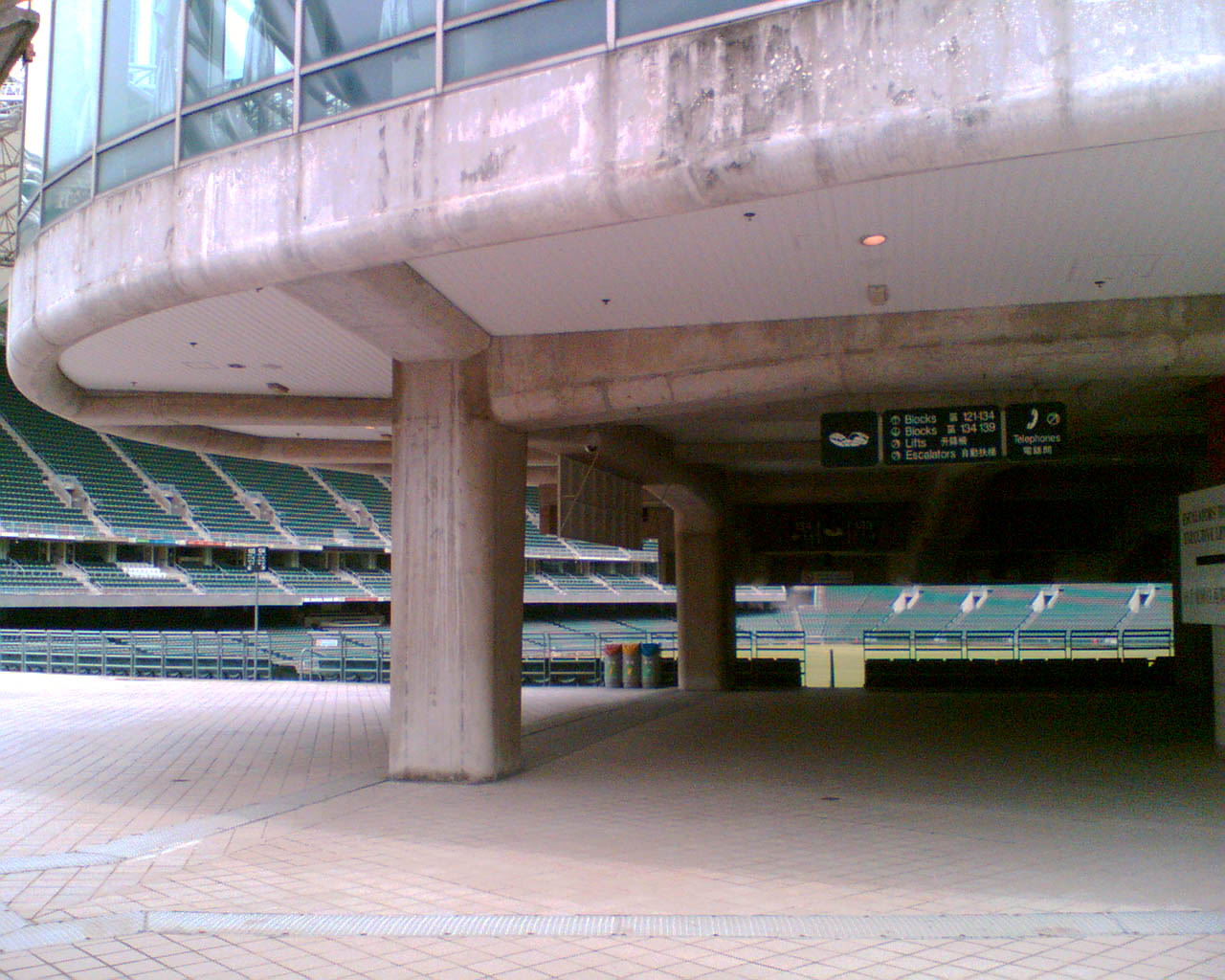
Grandstand Walkway
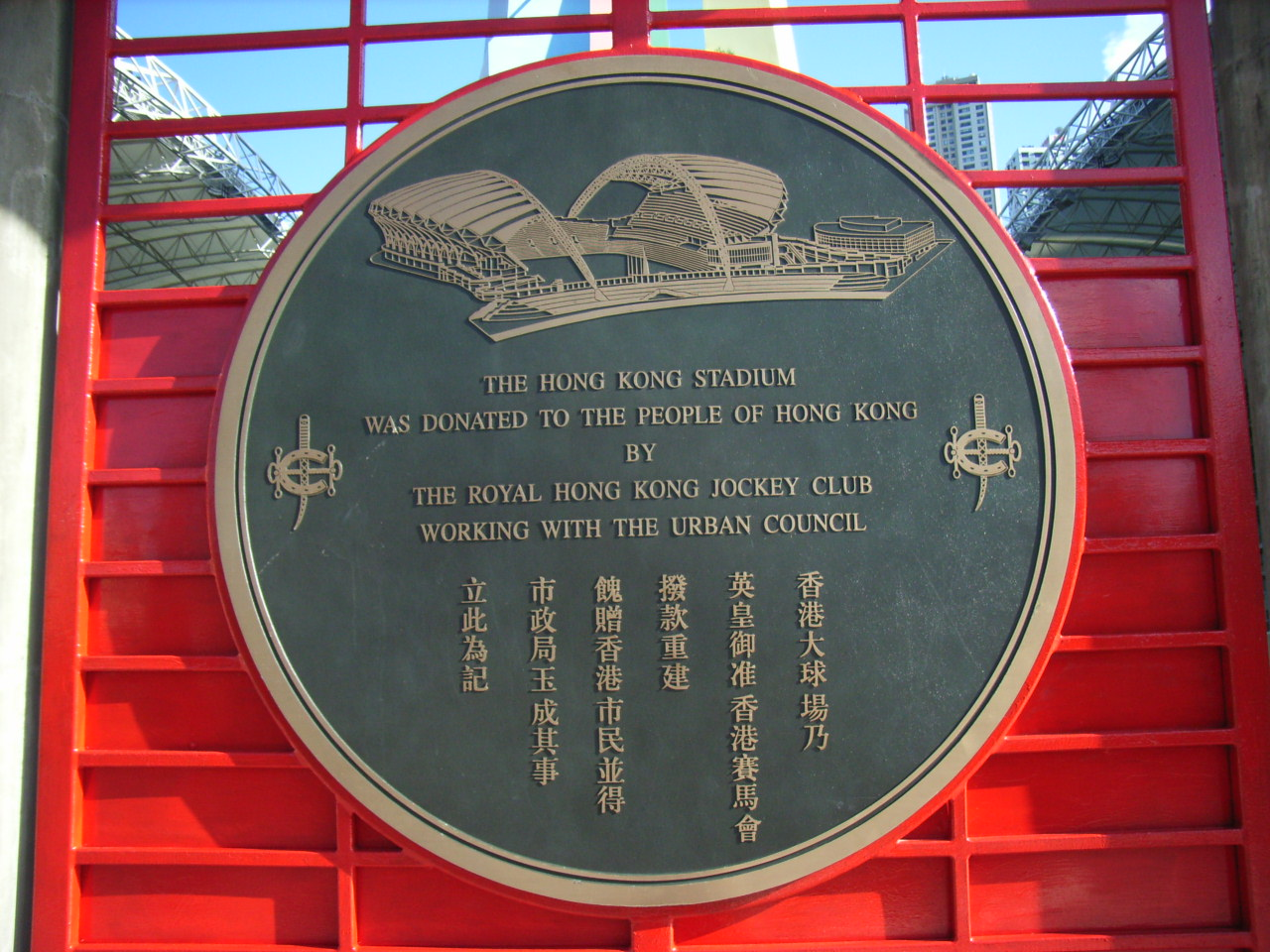
Plaque commémorative